# 井上麻里奈・下田麻美のIT革命!
『井上麻里奈・下田麻美のIT革命!』（いのうえまりな・しもだあさみのアイティーかくめい）は、2011年4月6日から2021年3月29日までインターネット配信されていたラジオ番組。パーソナリティは井上麻里奈と下田麻美。

## 概要
井上・下田の2人が『DLsite.com』の情報を紹介しつつ、IT社会に関する知識と教養を深めることで2人にIT革命が訪れるかもしれないという"情報遅延型バラエティ番組"。
第53回（2012年4月4日）配信分より、提供がシーサイド・コミュニケーションズに変更となり、前半15分を「井上麻里奈・下田麻美のIT革命!キッズラジオ」、後半15分を「井上麻里奈・下田麻美のIT革命!アダルトRadio」に分かれての放送となった。
番組内で使用される挨拶の言葉は「わいふぁーい」で、無線LAN機器に関する名称の『Wi-Fi』をもじったものである。元々はとあるリスナーが投稿で使っていたものだが、第5回（2011年5月4日）より番組公認として使用されるようになった。
2017年3月15日に発表された第3回『アニラジアワード』にて『BEST SEXY RADIO えっちなラジオ賞（一般枠）』受賞。
放送開始より長らく文化放送超!A&G+にて配信されていたが、第469回（2020年3月24日配信分）をもって超!A&G+での配信を終了し、以降はニコニコ動画及びYouTube内の「シーサイドチャンネル」のみでの配信となっていた。また、2020年度は新型コロナウイルスの流行拡大に伴い、4月28日 - 5月19日の3週間に渡って放送を休止し、以後は隔週の放送となっていた。 2021年3月を以て放送を終了することが公式サイトで告知され、第494回（2021年3月29日配信分）をもって放送を終了した。

## 配信時間
|                | 配信局                            | 配信時間                                   | 過去の配信時間変遷 |
| -------------- | --------------------------------- | ------------------------------------------ | --- |
| 本配信         | 文化放送 超!A&G+                  | 毎週火曜 21:30 - 22:00 （2018年4月3日 - ） | - 毎週水曜 23:00 - 23:30 （2011年4月6日 - 2012年9月26日） - 毎週火曜 21:00 - 21:30 （2012年10月2日 - 2016年12月27日） - 毎週月曜 21:00 - 21:30 （2017年1月2日 - 2018年3月26日） |
| リピート配信   | 文化放送 超!A&G+                  | 毎週水曜 9:30 - 10:00 （2018年4月4日 - ）  | - 毎週木曜 11:00 - 11:30 （2011年4月7日 - 2012年9月27日） - 毎週水曜 9:00 - 9:30 （2012年10月3日 - 2016年12月28日） - 毎週火曜 9:00 - 9:30 （2017年1月3日 - 2018年27日）        |
| アーカイブ配信 | 番組公式サイト                    | 配信終了                                   | |
| アーカイブ配信 | ニコニコ動画 シーサイドチャンネル | 毎週水曜 20:00更新 （2018年4月4日 - ）     | - 毎週木曜 15:00更新 （2016年4月7日 - 6月30日） - 毎週水曜 20:00更新 （2016年7月6日 - 12月21日） - 毎週火曜 20:00更新 （2017年1月3日 - 2018年3月27日）                          |

## パーソナリティ
- 井上麻里奈
- 下田麻美

## コーナー
IT警察24時
リスナーから募集した事件の通報メールを元に、犯人の取り調べをするコーナー。
ITアダルト占い
悩み相談コーナー。
アダルトなぞなぞ
アダルトななぞなぞに答えていくコーナー。
IT豚診断
下田様に叱ってもらいたいリスナーからのメールを募集。
IT心理テスト
リスナーが考えたオリジナルの心理テストを紹介。
ITビフォーアフター
一家の大黒柱の悩みを建築の匠・イノガミさんに解決してもらうコーナー。
みんな大好きオナ丸くんコーナー
番組内キャラクターオナ丸くんの物語を、昔話などをベースに作っていくコーナー。
夜中だけそれ正解
与えられた頭文字とテーマから正解のワードを導き出すコーナー。
ITカメのきもち
リスナーからのペットのカメについての質問にシモゴロウ先生が回答。
IT怪談スペシャル
霊の専門家・下田教授による夏期限定コーナー。

### 過去のコーナー
- 第52回（2012年3月28日まで）放送されていたコーナーは下記の通り。

DL工房
DLsite.comで配信されるコンテンツを開発するコーナー。第4回(2011年4月27日)までは『DLラボラトリー』の名称で、井上・下田は研究員という位置付けであった。
めざせ! ITマスター
IT知識に未熟な井上と下田が、クイズ形式でITについて勉強するコーナー。正解数に応じて2人のITランクが上がり、ITマスターを目指す。
- 第53回（2012年4月4日）以降は前述の通り、スポンサーがシーサイド・コミュニケーションズに代わったため上記のコーナーは全て終了し、前半15分の「キッズラジオ」は子供が聴いても楽しめるラジオに、後半15分の「アダルトレディオ」は下ネタトークも時折発言している（リスナーには下ネタを発言している部分をほら貝によって音が消されている。）。

## 番組アペンド配信
- スポンサーDLsite.comだった時代に配信されていた番組コンテンツで内容は番組内で読むことの出来なかったふつおたやフリートークの続きに「DL工房」や「めざせ! ITマスター」で採用されたイラストやショートドラマも含まれていた。無料か有料かは番組スタッフの判定で毎回決められていた。放送日翌日の木曜日午後に配信されていた。
- 中には2011年10月26日放送分（第38回）のハロウィンや2011年12月21日放送分（第46回）のクリスマスといったスペシャル動画配信もあった。

## ゲスト
- 第37回（2011年12月14日） - 藤田咲[注 1]
- 第60回（2012年5月23日） - 鷲崎健
- 第196回（2014年12月30日） - 日笠陽子

## イベント
※太字は番組単独イベント
| 開催日  | イベント名                                                                         | 会場                       | 備考                                                                                       |
| 2011年  | 2011年                                                                             | 2011年                     | 2011年                                                                                     |
| ------- | ---------------------------------------------------------------------------------- | -------------------------- | ------------------------------------------------------------------------------------------ |
| 9月25日 | A&Gオールスター2011                                                                | 渋谷公会堂                 | 文化放送A&Gゾーンと超!A&G+の8番組による合同イベント                                        |
| 2012年  |                                                                                    |                            |                                                                                            |
| 2月26日 | 井上麻里奈・下田麻美のIT革命！スペシャル！〜下ネタはありません〜                   | 原宿アストロホール         | 番組初の単独イベント                                                                       |
| 2015年  |                                                                                    |                            |                                                                                            |
| 1月24日 | 井上麻里奈・下田麻美のIT革命！ITと科学の祭典2015〜番組を聞いてからお越しください〜 | 科学技術館サイエンスホール |                                                                                            |
| 8月15日 | SEASIDE SUMMER FESTIVAL 2015                                                       | 中野サンプラザ             | シーサイド・コミュニケーションズ制作の8番組による合同イベント 当番組からは下田麻美のみ出演 |
| 2016年  |                                                                                    |                            |                                                                                            |
| 2月14日 | SEASIDE WINTER FESTIVAL 2016                                                       | 中野サンプラザ             | シーサイド・コミュニケーションズ制作の6番組による合同イベント                              |
| 8月21日 | 井上麻里奈・下田麻美のIT革命！夏の鎮火祭-2016-                                     | ニッショーホール           |                                                                                            |
| 9月4日  | SEASIDE SUMMER FESTIVAL 2016〜シーサイド大運動会〜                                 | 中野サンプラザ             | シーサイド・コミュニケーションズ制作の5番組による合同イベント                              |
| 2017年  |                                                                                    |                            |                                                                                            |
| 2月12日 | SEASIDE WINTER FESTIVAL 2017                                                       | 中野サンプラザ             | シーサイド・コミュニケーションズ制作の5番組による合同イベント                              |
| 9月10日 | SEASIDE SUMMER FESTIVAL 2017 in OSAKA                                              | なんばHatch                | シーサイド・コミュニケーションズ制作の8番組による合同イベント                              |
| 2018年  |                                                                                    |                            |                                                                                            |
| 2月25日 | SEASIDE WINTER FESTIVAL 2018                                                       | 中野サンプラザ             | シーサイド・コミュニケーションズ制作の6番組による合同イベント                              |
| 4月1日  | 井上麻里奈・下田麻美のIT革命!春の祭典2018〜花より〇〇〜                            | 科学技術館サイエンスホール |                                                                                            |

## 関連商品
※公式ネットショップは『シーサイドSHOP（井上麻里奈・下田麻美のIT革命!）』を参照。

### CD・DVD
| 販売日   | タイトル名                                                                    | 備考 |        |
| 2011年   | 2011年                                                                        | 2011年 | 2011年 |
| -------- | ----------------------------------------------------------------------------- | --- | ------ |
| 8月12日  | 井上麻里奈・下田麻美のIT革命!Expansion!                                       | オーディオCD（新規収録） + MP3CD（過去放送第1回 - 第13回） |        |
| 12月29日 | 井上麻里奈・下田麻美のIT革命!Expansion!Vol.2                                  | オーディオCD（新規収録） + MP3CD（過去放送第14回 - 第26回） |        |
| 2012年   |                                                                               | |        |
| 8月10日  | 井上麻里奈・下田麻美のIT革命!アーカイブCD                                     | MP3CD（過去放送第27回 - 第39回） + MP3CD（過去放送第40回 - 第52回） |        |
| 2013年   |                                                                               | |        |
| 12月29日 | 井上麻里奈・下田麻美のIT革命!DJCD キッズ・アダルト・ひみつ編                  | オーディオCD（新規収録） + MP3CD（過去放送第53回 - 第78回） |        |
| 12月29日 | 井上麻里奈・下田麻美のIT革命！DJCD 幻のIT革命!〇〇ラジオ編                    | オーディオCD（新規収録） + MP3CD（過去放送第79回 - 第104回） |        |
| 2014年   |                                                                               | |        |
| 8月30日  | 井上麻里奈・下田麻美のIT革命!DJCD 〜夏だ!ITだ!ちんすこう祭り!in沖縄ー!前編〜  | - 前編：オーディオCD（新規収録） + MP3CD（過去放送第105回 - 第130回） - 後編：オーディオCD（新規収録） + MP3CD（過去放送第131回 - 第156回） - 前編・後編同時購入特典：2枚同時購入特典DVD             |        |
| 8月30日  | 井上麻里奈・下田麻美のIT革命!DJCD 〜夏だ!ITだ!ちんすこう祭り!in沖縄ー!後編〜  | - 前編：オーディオCD（新規収録） + MP3CD（過去放送第105回 - 第130回） - 後編：オーディオCD（新規収録） + MP3CD（過去放送第131回 - 第156回） - 前編・後編同時購入特典：2枚同時購入特典DVD             |        |
| 12月28日 | 井上麻里奈・下田麻美のIT革命!カウントダウンCD（2014→2015）                    | 番組とともにカウントダウンをして年越しを迎えることが出来るCD |        |
| 2015年   |                                                                               | |        |
| 12月22日 | 井上麻里奈・下田麻美のIT革命!〜目指せ!イカクイーンin北海道〜1日目             | - 1日目：オーディオCD（新規収録） + MP3CD（過去放送第157回 - 第182回） - 2日目：オーディオCD（新規収録） + MP3CD（過去放送第183回 - 第209回） - 1日目・2日目同時購入特典：特典DVD                    |        |
| 12月22日 | 井上麻里奈・下田麻美のIT革命！〜目指せ!イカクイーンin北海道〜2日目            | - 1日目：オーディオCD（新規収録） + MP3CD（過去放送第157回 - 第182回） - 2日目：オーディオCD（新規収録） + MP3CD（過去放送第183回 - 第209回） - 1日目・2日目同時購入特典：特典DVD                    |        |
| 12月27日 | 井上麻里奈・下田麻美のIT革命!カウントダウンCD（2015→2016）                    | 番組とともにカウントダウンをして年越しを迎えることが出来るCD |        |
| 12月27日 | IT革命！お年玉CD2016                                                          | 新年を過ごすにふさわしい企画CD |        |
| 2016年   |                                                                               | |        |
| 8月21日  | 井上麻里奈・下田麻美のIT革命!〜ミス・ゴム・インターナショナルinグアム!〜1日目 | - 1日目：オーディオCD（新規収録） + MP3CD（過去放送第210回 - 第235回） - 2日目：オーディオCD（新規収録） + MP3CD（過去放送第236回 - 第261回） - 1日目・2日目同時購入特典：2枚同時購入特典DVD         |        |
| 8月21日  | 井上麻里奈・下田麻美のIT革命!〜ミス・ゴム・インターナショナルinグアム!〜2日目 | - 1日目：オーディオCD（新規収録） + MP3CD（過去放送第210回 - 第235回） - 2日目：オーディオCD（新規収録） + MP3CD（過去放送第236回 - 第261回） - 1日目・2日目同時購入特典：2枚同時購入特典DVD         |        |
| 12月24日 | 井上麻里奈・下田麻美のIT革命!カウントダウンCD2016                             | 番組とともにカウントダウンをして年越しを迎えることが出来るCD |        |
| 2017年   |                                                                               | |        |
| 8月11日  | 井上麻里奈・下田麻美のIT革命!世にもITな物語                                   | 番組初のドラマCD |        |
| 12月29日 | 井上麻里奈・下田麻美のIT革命!沖縄まんきつクイーン決定戦 まえ編                | - まえ編：オーディオCD（新規収録） + MP3CD（過去放送第262回 - 第287回） - うしろ編：オーディオCD（新規収録） + MP3CD（過去放送第288回 - 第313回） - まえ編・うしろ編同時購入特典：2枚同時購入特典DVD |        |
| 12月29日 | DJCD井上麻里奈・下田麻美のIT革命!沖縄まんきつクイーン決定戦 うしろ編          | - まえ編：オーディオCD（新規収録） + MP3CD（過去放送第262回 - 第287回） - うしろ編：オーディオCD（新規収録） + MP3CD（過去放送第288回 - 第313回） - まえ編・うしろ編同時購入特典：2枚同時購入特典DVD |        |
| 12月29日 | 井上麻里奈・下田麻美のIT革命!カウントダウンCD2017                             | 番組とともにカウントダウンをして年越しを迎えることが出来るCD |        |
| 2018年   |                                                                               | |        |
| 4月1日   | IT革命!〜春の特別編2018〜                                                     | 様々な企画を詰め込んだオムニバス形式のCD |        |

### グッズ
| 販売日            | グッズ名                                              | 備考                                                                                            |        |
| 2011年            | 2011年                                                | 2011年                                                                                          | 2011年 |
| ----------------- | ----------------------------------------------------- | ----------------------------------------------------------------------------------------------- | ------ |
| 8月12日           | 井上麻里奈・下田麻美のIT革命!番組Tシャツ（2種）       | 『コミックマーケット80』会場販売                                                                |        |
| 8月12日           | ひんやりアイマスク2種セット                           | 『コミックマーケット80』会場販売                                                                |        |
| 2012年            |                                                       |                                                                                                 |        |
| 2月26日           | IT革命!マフラータオル（2種）                          | 『井上麻里奈・下田麻美のIT革命！スペシャル〜下ネタはありません〜』会場販売                      |        |
| 2月26日           | IT革命!トートバッグ                                   | 『井上麻里奈・下田麻美のIT革命！スペシャル〜下ネタはありません〜』会場販売                      |        |
| 2013年            |                                                       |                                                                                                 |        |
| 12月29日          | シーサイドカレンダー 2014                             | シーサイド・コミュニケーションズ制作の4番組による2014年合同カレンダー                           |        |
| 2015年            |                                                       |                                                                                                 |        |
| 1月24日           | IT革命!Tシャツ（2種）                                 | 『井上麻里奈・下田麻美のIT革命!ITと科学の祭典2015〜番組を聞いてからお越しください〜』会場販売   |        |
| 1月24日           | IT革命！パーカー                                      | 『井上麻里奈・下田麻美のIT革命!ITと科学の祭典2015〜番組を聞いてからお越しください〜』会場販売   |        |
| 1月24日           | IT革命！トートバッグ2015                              | 『井上麻里奈・下田麻美のIT革命!ITと科学の祭典2015〜番組を聞いてからお越しください〜』会場販売   |        |
| 2016年            |                                                       |                                                                                                 |        |
| 2月14日           | 井上麻里奈・下田麻美のIT革命!週めくりカレンダー       | 『SEASIDE WINTER FESTIVAL 2016』会場販売                                                        |        |
| 8月21日           | 井上麻里奈・下田麻美のIT革命!オフィシャルパンフレット | 『井上麻里奈・下田麻美のIT革命！夏の鎮火祭-2016-』会場販売                                      |        |
| 8月21日           | きのこ王子の鎮火祭Tシャツ                             | - 『井上麻里奈・下田麻美のIT革命!夏の鎮火祭-2016-』会場販売 - 5種セット購入特典：缶バッジセット |        |
| 8月21日           | きのこ王子のフードつきタオル                          | - 『井上麻里奈・下田麻美のIT革命!夏の鎮火祭-2016-』会場販売 - 5種セット購入特典：缶バッジセット |        |
| 8月21日           | きのこ王子の鎮火祭トートバッグ                        | - 『井上麻里奈・下田麻美のIT革命!夏の鎮火祭-2016-』会場販売 - 5種セット購入特典：缶バッジセット |        |
| 8月21日           | びしょ濡れ…にならないスマホケース                     | - 『井上麻里奈・下田麻美のIT革命!夏の鎮火祭-2016-』会場販売 - 5種セット購入特典：缶バッジセット |        |
| 8月21日           | 魅惑のゴムストラップ3種セット                         | - 『井上麻里奈・下田麻美のIT革命!夏の鎮火祭-2016-』会場販売 - 5種セット購入特典：缶バッジセット |        |
| 2017年            |                                                       |                                                                                                 |        |
| 1月23日 - 3月31日 | オリジナルデザインキャッシュカード                    | 静岡銀行インターネット支店の総合口座「しずぎんWebWallet」期間内開設者への特典                   |        |
| 1月23日 - 3月31日 | 特典CD                                                | 静岡銀行インターネット支店の総合口座「しずぎんWebWallet」期間内開設者への特典                   |        |
| 2018 年           |                                                       |                                                                                                 |        |
| 4月1日            | IT革命!春のまえが○○Tシャツ                            | 『井上麻里奈・下田麻美のIT革命!春の祭典2018〜花より〇〇〜』会場販売                             |        |
| 4月1日            | IT革命!春のうしろが○○パーカー                         | 『井上麻里奈・下田麻美のIT革命!春の祭典2018〜花より〇〇〜』会場販売                             |        |
| 4月1日            | IT革命!春の折りたたみ〇〇カサ                         | 『井上麻里奈・下田麻美のIT革命!春の祭典2018〜花より〇〇〜』会場販売                             |        |
| 4月1日            | IT革命!春のシリコンバンドセット                       | 『井上麻里奈・下田麻美のIT革命!春の祭典2018〜花より〇〇〜』会場販売                             |        |